# Clark Natwick
Clark Natwick ist ein ehemaliger US-amerikanischer Radrennfahrer und nationaler Meister im Radsport.

## Sportliche Laufbahn
Natwick war im Straßenradsport und im Querfeldeinrennen (heutige Bezeichnung Cyclocross) aktiv. 1981, 1986 und 1987 gewann er den nationalen Titel im Querfeldeinrennen. 1978 wurde er Vize-Meister hinter Laurence Malone, 1982 hinter Roy Knickman, 1983 hinter Steve Tilford.
Bei den UCI-Cyclocross-Weltmeisterschaften 1977 wurde er 47., 1982 39., 1983 44., 1987 46. und 1988 46.
Natwick ist auch der Namensgeber für das Cyclocross-Rennen Grand Prix Clark Natwick, das im Golden Gate Park in San Francisco stattfindet.

## Berufliches
Natwick wurde nach seiner Karriere Trainer in San Mateo.